# Музей истории и этнографии грузинских евреев
Музей истории и этнографии грузинских евреев имени Давида Баазова (груз. საქართველოს ებრაელთა ისტორიის მუზეუმი) — исторический музей, расположенный на пересечении улиц Антония Католикоса и Вахтанга Беридзе, недалеко от площади Свободы, в Тбилиси, в Грузии.

## История
Музей был основан 30 ноября 1932 года решением администрации «Грузинского комитета по оказанию помощи бедным» (создан в 1928 году), как ведомственная организация в рамках культурной базы для еврейских рабочих. Официально создание «Еврейского историко-этнографического музея» было оформлено 23 ноября 1933 года приказом Народного комиссариата просвещения Грузии.
С 1932 года музей размещался в здании еврейского культурного центра (ул. Абесадзе, 10), а в 1940 году переехал в так называемую «Купольную синагогу». В 1951 году музей был закрыт, а экспонаты поступили в Государственный историко-этнографический музей города Тбилиси, а собрание редких рукописей — в Государственный музей Грузии и в Институт рукописей АН Грузинской ССР.

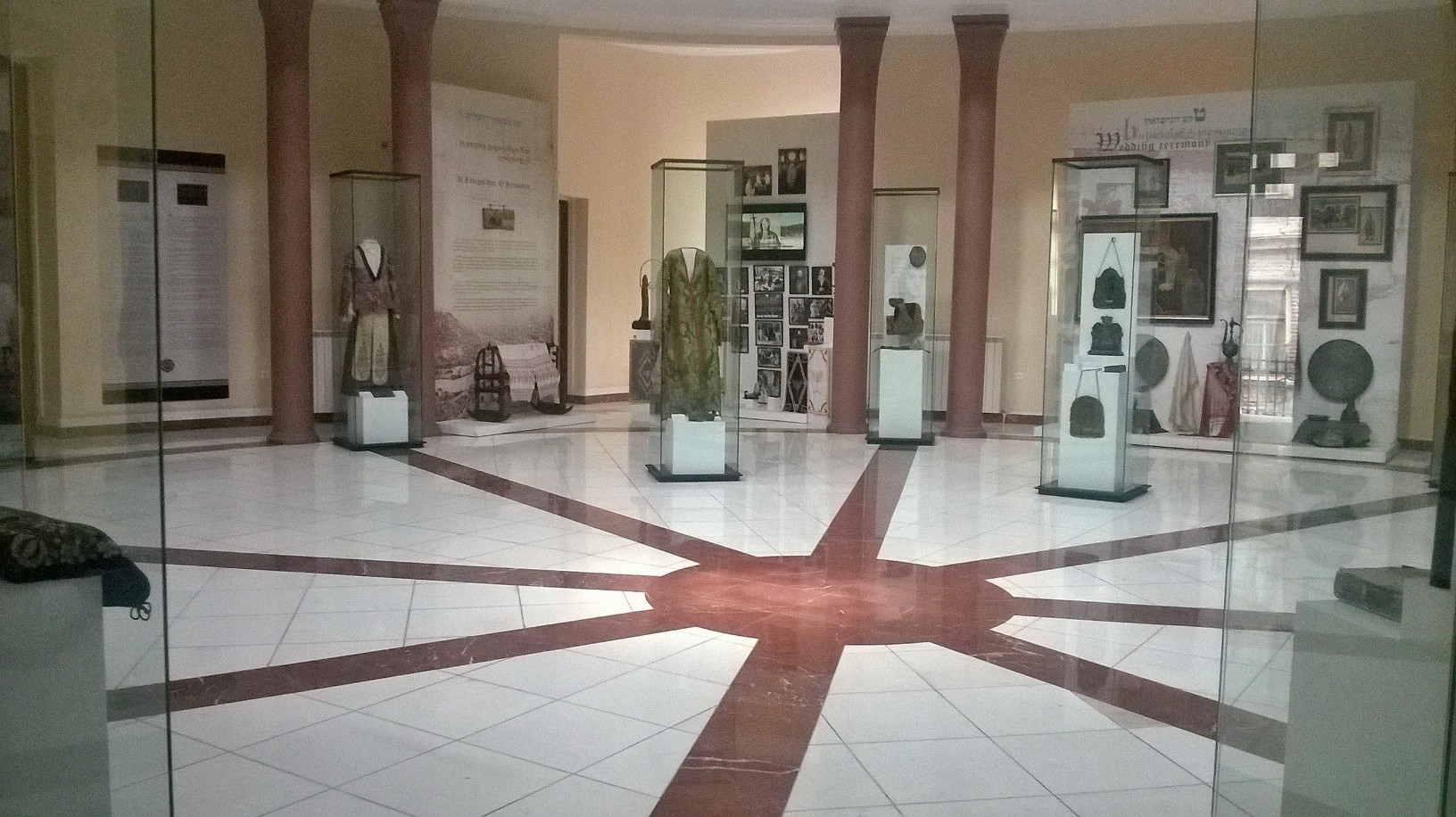
Реконструированная экспозиция

30 ноября 1992 года решением правительства Грузии (№ 1017) музей был восстановлен при финансовой поддержке фонда «Карту» и назван в честь известного раввина и общественного деятеля Давида Баазова, а экспозиция вновь разместилась в здании бывшей «Купольной синагоги». Возвращение материалов, ранее принадлежавших музею, был предусмотрен приказом Президента Грузии от 2004 года № 644.
Здание было реконструировано и открыто 20 октября 2014 года в присутствии премьер-министра Ираклия Гарибашвили и министра алии и абсорбции Израиля Софы Ландвер. Открытие музея было приурочено к отмечаемому 26-вековому юбилею грузино-еврейской дружбы.
Среди экспонатов выделяется древняя плита, найденная в городе Мцхета с надписью на арамейском языке, а также костюмы еврейских невест XIX века.
Музей публикует научную серию «Hebraic studies» (I-1940, II-1941, III-1945, IV-2006, V-2008).